# Eugen Seibold

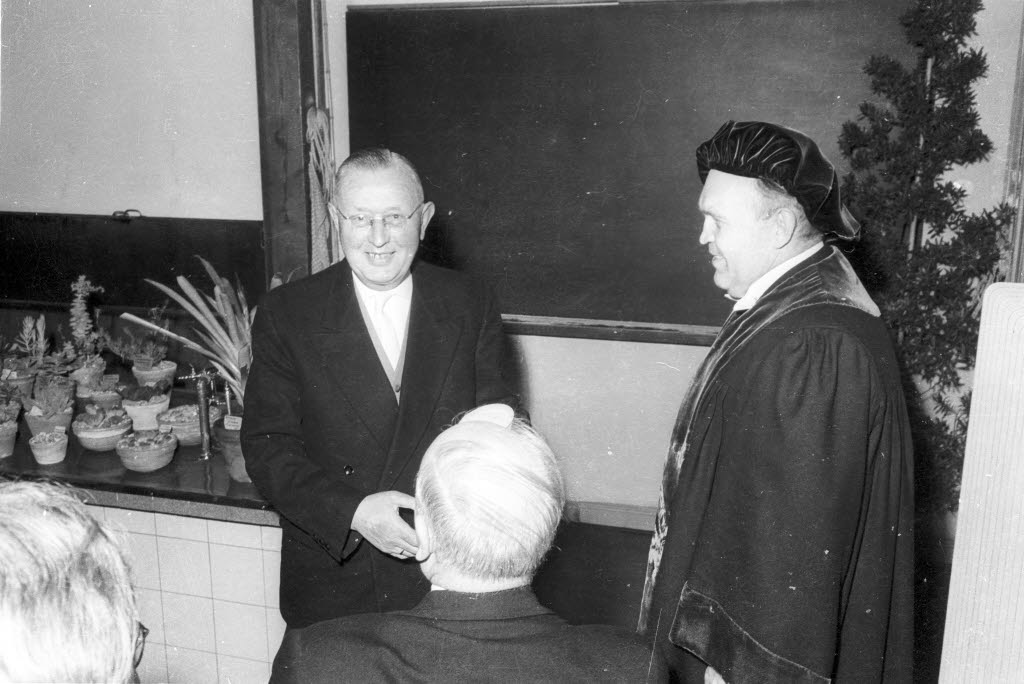
Eugen Seibold (re.) 1963

Eugen Seibold (* 11. Mai 1918 in Stuttgart; † 23. Oktober 2013 in Freiburg) war ein deutscher Meeresgeologe und Universitätsprofessor.

## Leben und Wirken

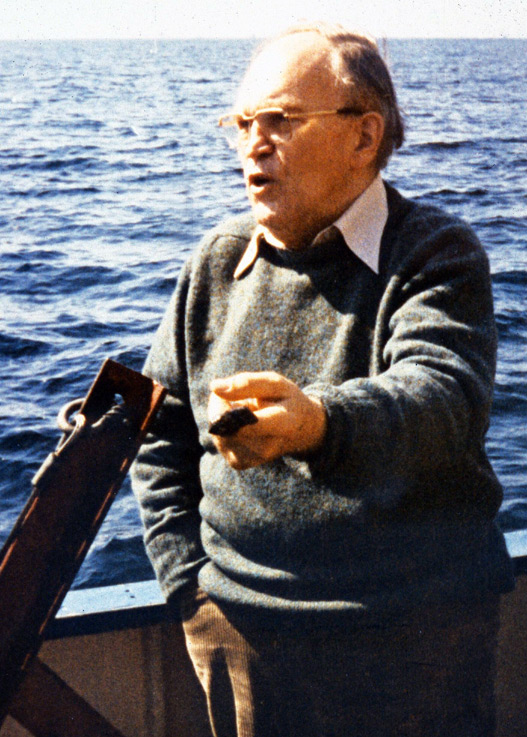
Seibold brachte auf kleinen Schiffsexkursionen seinen Studenten die Meeresgeologie und die Sedimente der Ostsee nahe (1978 auf FK Littorina)

Seibold studierte Geowissenschaften an den Universitäten Bonn und Tübingen, wo er 1948 promoviert wurde und sich 1951 auch habilitierte. Von 1951 bis 1953 war er Dozent an der Technischen Hochschule Karlsruhe, von 1954 bis 1958 Professor an der Universität Tübingen. Im Jahre 1958 folgte er einem Ruf nach Kiel, wo er sich als Direktor des Geologisch-Paläontologischen Instituts und Museum an der Christian-Albrechts-Universität vorwiegend mit der Meeresgeologie beschäftigte. Unter seiner Leitung erlangte das Institut internationales Renommee. Im Rahmen von meeresgeologischen Projekten führte er in Nord- und Ostsee, im Indischen und Atlantischen Ozean vor Nordwestafrika sowie im Persisch/Arabischen Golf Untersuchungen zur Sedimentologie, zur Geochemie, zur Hydrogeologie, zur Tektonik und zur Mikropaläontologie durch. Seibold leitete zwischen 1965 und 1975 sieben Expeditionen mit den Forschungsschiffen Meteor, Valdivia und dem Bohrschiff Glomar Challenger. Die Bohrkerne der Glomar Challenger Expedition von 1968 im Südatlantik lieferten damals wichtige Beweise für die Plattentektonik (Ausdehnung des Meeresbodens vom Mittelatlantischen Rücken ausgehend).
Von 1980 bis 1985 war Eugen Seibold Präsident der Deutschen Forschungsgemeinschaft, anschließend von 1985 bis 1990 Präsident der European Science Foundation in Straßburg. Von 1980 bis 1984 war er auch Präsident der International Union of Geological Sciences. Er war Mitherausgeber einiger deutscher und internationaler Zeitschriften und Reihen. Er war Mitglied und Ehrenmitglied der Akademie der Naturforscher Leopoldina in Halle (seit 1971), der Mainzer Akademie der Wissenschaften und der Literatur, Korrespondierendes Mitglied der Bayerischen, Göttinger, Heidelberger (seit 1985), Kroatischen und der Rheinisch-Westfälischen Akademie der Wissenschaften und Mitglied der Pariser Académie des sciences.
Eugen Seibold erhielt 1985 die Gustav-Steinmann-Medaille der Geologischen Vereinigung. Mit der Ehrendoktorwürde zeichneten ihn die Universitäten Norwich und Paris aus. Er wurde 1985 mit dem Großen Bundesverdienstkreuz mit Stern und 1987 mit der Verdienstmedaille des Landes Baden-Württemberg geehrt. Seit 1985 war Seibold Honorarprofessor der Universität Freiburg und der Tongji-Universität Shanghai. 1994 wurde er Ehrenmitglied der Gesellschaft für Naturkunde in Württemberg. 1997 verwendete Seibold das Geld des ihm 1994 von der japanischen Asahi Glas-Stiftung verliehenen Blue Planet Prize zur Gründung des nach ihm und seiner Frau benannten Eugen-und-Ilse-Seibold-Preises. 2003 wurden ihm die Walter-Kertz-Medaille der Deutschen Geophysikalischen Gesellschaft und die Verdienst-Medaille der Leopoldina verliehen. 2008 erhielt er die Leopold-von-Buch-Plakette der Deutschen Gesellschaft für Geowissenschaften. 2011 wurde er mit der Verdienstmedaille der International Union of Geological Sciences ausgezeichnet.
Seibold lebte zuletzt mit seiner Frau Ilse Seibold, einer promovierten Mikropaläontologin, in Freiburg. Sie betreute das Geologenarchiv in Freiburg, befasste sich mit Wissenschaftsgeschichte und veröffentlichte zum Beispiel 2001 über Geologie und Bildende Kunst. Das Ehepaar stiftete den Georg-Uschmann-Preis für Wissenschaftsgeschichte.
Eugen Seibold verstarb am 23. Oktober 2013 im Alter von 95 Jahren in Freiburg im Breisgau.

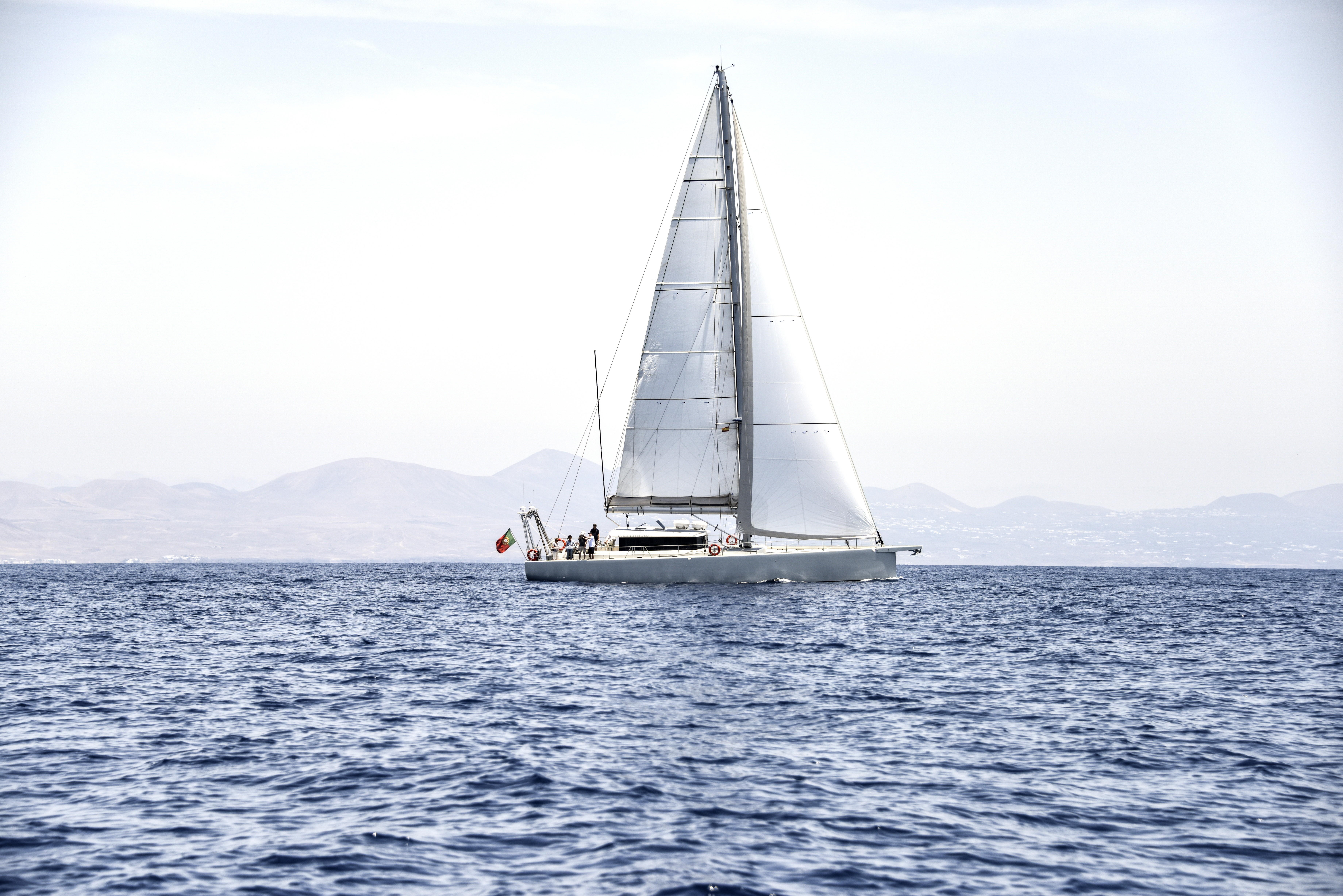
Die mit Laboren ausgestattete Segelyacht Eugen Seibold

Im Jahr 2018 nahm das Max-Planck-Institut für Chemie in Mainz die Hochseeforschungsyacht Eugen Seibold in Betrieb, um die Wechselwirkungen zwischen Ozean und Atmosphäre zu untersuchen.

## Schriften
- Der Meeresboden. Springer-Verlag, Berlin 1974, ISBN 3-540-06868-6.
- Mit Michael Sarnthein, Pierre Rognon: Sahara and Surrounding Seas. Balkema, Rotterdam 1980, ISBN 90-6191-050-1.
- Mit Ulrich von Rad, Karl Hinz, Michael Sarnthein: Geology of the Northwest African Continental Margin. Springer, Berlin 1982, ISBN 0-387-11257-X.
- Das Gedächtnis des Meeres. Piper, München 1991, ISBN 3-492-03213-3.
- Entfesselte Erde. DVA, Stuttgart 1995, ISBN 3-421-02771-4.
- Mit Wolfgang H. Berger: The Sea Floor. Springer, Berlin 1996, ISBN 3-540-60191-0.